# Virginia Lee (actrice)
Pour la rameuse australienne, voir Virginia Lee.
Virginia Lee est une actrice américaine du cinéma muet, née à Mexico le 14 juillet 1901, et morte à Englewood en Floride, le 14 janvier 1996.

## Filmographie partielle
- 1916 : The Carriage of Death (réalisateur inconnu)
- 1917 : The Terror de Raymond Wells : Millicent Dunston
- 1917 : The Gulf Between de Wray Bartlett Physioc : Millicent Dunston
- 1918 : Oh, Johnny! de Ira M. Lowry : Adele Butler
- 1918 : Beyond the Law de Theodore Marston : Ruth Lane
- 1918 : Le Tourbillon (The Whirlpool) de Alan Crosland : Miss Danzart
- 1919 : Luck and Pluck de Edward Dillon : Laura White
- 1919: Sandy Burke of the U-Bar-U de Ira M. Lowry : Molly Kirby
- 1920 : La Fille de Malone (A Daughter of Two Worlds) de James Young : Sue Harrison
- 1920 : Coureur de dot (The Fortune Teller) de Albert Capellani : la fille du gouverneur
- 1920 : The Servant Question de Dell Henderson : Muriel Merrick
- 1920 : For Love or Money de Burton L. King : Antoinette Gerard
- 1921 : Scrambled Wives de Edward H. Griffith : Beatrice Lee
- 1921 : If Women Only Knew de Edward H. Griffith : Donna Wayne
- 1921 : The White Masks de George Holt : Olga Swenson
- 1922 : Beyond the Rainbow de Christy Cabanne : Henrietta Greeley
- 1922 : Destiny's Isle de William P.S. Earle : Lola Whitaker
- 1923 : Quand vient l'hiver (If Winter Comes) de Harry F. Millarde : Miss Winifred
- 1928 : The Adorable Cheat de Burton L. King : Roberta Arnold
- 1928 : No Ordinary Guy de Frank Yaconelli : rôle indéterminé